# Sestava Československé hokejové reprezentace na ME 1925
Mistrovství se původně mělo konat v Praze, ale obleva ho nedovolila uspořádat ani na ploše vodní nádrže Jordán v Táboře. Do Vysokých Tater potom dorazily pouze tři zahraniční výpravy. Českoslovenští hokejisté měli pro nepříznivé počasí málo času na sehrání, ale v turnaji neobdrželi od žádného soupeře jedinou branku a přesvědčivě ho vyhráli. Zdařilo se jim to, ačkoli museli odehrát v posledním dni dva zápasy. O zbylém pořadí rozhodla při vyrovnaných výsledcích výhra rakouských hokejistů, kteří hráli na mezinárodním turnaji po první světové válce poprvé, nad Belgičany. Pro československé hokejisty byl velmi důležitý gól, který vstřelil Koželuh Švýcarům a skvělé výkony brankáře Peky. Výhodou se také ukázal být dobře poskládaný kádr, v němž se kromě zkušených hráčů objevili též mladší a nováčci.

## Tabulka
| Medaile | Mužstvo        |
| ------- | -------------- |
| Zlato   | Československo |
| Stříbro | Rakousko       |
| Bronz   | Švýcarsko      |

## Sestava
- Jan Peka
- Jaroslav Stránský
- Otakar Vindyš
- Jaroslav Pušbauer
- Jaroslav Hamáček
- František Lorenc
- Jaroslav Jirkovský
- Karel Pešek-Káďa
- Valentin Loos
- Josef Šroubek
- Josef Maleček
- Karel Koželuh

Trenérem tohoto výběru byl
| Sestava Československé hokejové reprezentace na ME                  | Sestava Československé hokejové reprezentace na ME           | Sestava Československé hokejové reprezentace na ME                |
| ------------------------------------------------------------------- | ------------------------------------------------------------ | ----------------------------------------------------------------- |
| Předchůdce: Sestava Československé hokejové reprezentace na ME 1923 | 1925 Sestava Československé hokejové reprezentace na ME 1925 | Nástupce: Sestava Československé hokejové reprezentace na ME 1926 |